# Lu Ting-i
Lu Ting-i (čínsky pchin-jinem Lù Dìngyī, znaky tradiční 陸定一; 9. června 1906 – 9. května 1996) byl čínský komunistický politik. Roku 1925 vstoupil do Komunistické strany Číny, pracoval především v Komunistickém svazu mládeže Číny jako propagandista. Od poloviny 30. let vedl sekci propagandy v politickém oddělení postupně 1. frontu, komunistických vojsk v Šen-si, 8. pochodové armády. Začátkem roku 1943 byl jmenován vedoucím oddělení propagandy ÚV KS Číny, funkci s krátkou přestávkou (1952–1954) zastával do kulturní revoluce. Od 40. let získával na politickém významu, od 1945 byl členem ústředního výboru, od 1956 kandidátem politbyra, od 1959 místopředsedou vlády, od 1962 tajemníkem sekretariátu ÚV, od 1965 ministrem kultury. S vypuknutím kulturní revoluce byl jedním z prvních kritizovaných politiků, v květnu 1966 byl (společně s Pcheng Čenem, Luo Žuej-čchingem a Jang Šang-kchunem) odvolán ze všech funkcí a roku 1968 uvězněn.
Roku 1979 byl rehabilitován, zvolen místopředsedou místopředsedou celostátního výboru Čínského lidového politického poradního shromáždění (1979–1988) a kooptován do ústředního výboru (1979–1982). V letech 1982–1992 pracoval v ústřední poradní komisi KS Číny.

## Život
Lu Ting-i se narodil v okrese Wu-si v provincii Ťiang-su. Roku 1925, když studoval elektrotechniku na vysoké škole v Šanghaji, vstoupil do Komunistické strany Číny. Po ukončení studia se plně zapojil do revolučních aktivit, především se angažoval v Komunistickém svazu mládeže a psal články do jeho novin Čínská mládež (později přejmenovaných na Proletářskou mládež a poté na Leninskou mládež). V roce 1927 se zúčastnil V. sjezdu KS Číny i sjezdu svazu mládeže, na němž byl zvolen kandidátem ústředního výboru svazu mládeže, přičemž pracoval v oddělení propagandy svazu. Aktivně se podílel na bojích vypuklých po Čankajškově protikomunistickém puči a organizoval komunistické jednotky v Kuang-tungu. V roce 1928 se zúčastnil VI. sjezdu KS Číny a sjezdu komunistického svazu mládeže, které se konaly v Moskvě. V Sovětském svazu zůstal až do roku 1930 jako člen delegace svazu mládeže při Kominterně.
Poté se vrátil do Číny, do roku 1931 vedl oddělení propagandy ve svazu mládeže, poté byl přeložen do centrální sovětské oblasti v Ťiang-si, kde pracoval i nadále ve svazu mládeže. Od roku 1934 byl pracovníkem oddělení propagandy ÚV KS Číny. Zúčastnil se Dlouhého pochodu jako redaktor novin Rudá hvězda a vedoucí sekce propagandy v politickém oddělení 1. frontu. Později pracoval ve stejné funkci v politickém oddělení frontového velitelství komunistických vojsk v Šen-si a poté v 8. pochodové armádě. V roce 1942 povýšil na šéfredaktora deníku Ťie-fang ž’-pao poté, co jeho předchůdce Jang Sung onemocněl. Během nápravné kampaně (na níž se významně podílel jako jeden z vedoucích oddělení ÚV) napsal článek „Náš základní pohled na žurnalistiku“, který byl považován za vyjádření principů čínské komunistické žurnalistiky. V lednu 1943 byl jmenován vedoucím oddělení propagandy ÚV KS Číny, tuto funkci zastával do prosince 1952 (kdy ho vystřídal Si Čung-sün) a poté znovu od července 1954. V roce 1945 ho delegáti VII. sjezdu KS Číny zvolili členem ústředního výboru.
Po vzniku Čínské lidové republiky byl od roku 1949 místopředsedou výboru pro kulturu a vzdělání státní administrativní rady ústřední lidové vlády (1949–1954) a od roku 1954 členem stálého výboru Všečínského shromáždění lidových zástupců. Na VIII. sjezdu KS Číny v roce 1956 byl znovuzvolen členem ústředního výboru a povýšen na kandidáta politbyra. V roce 1959 byl jmenován  místopředsedou státní rady (vlády), později – od roku 1962 – působil i jako tajemník sekretariátu ÚV KS Číny. Jako přední představitel strany v oblasti kultury a umění se aktivně účastnil na kulturní politice strany a země, např. kampaně sta květů (1956–1957).
V červenci 1964 se stal místopředsedou pětičlenné skupiny pro kulturní revoluci (předsedou byl Pcheng Čen, členy Kchang Šeng, Čou Jang a Wu Leng-si). Skupinu vybral ústřední výbor pod vlivem Mao Ce-tungovy kritiky směřování literatury a umění směrem který vnímal jako odklon od proletářských hodnot k buržoazním a feudálním postojům; skupina měla toto napravit a vrátit literaturu a umění k socialistickým hodnotám. V roce 1965 se stal ministrem kultury. Krátce poté vypukla kulturní revoluce a Lu Ťing-i byl obviněn z propagace reakční linie v kultuře, protože se nedržel Mao Ce-tungova pojetí, že kultura má široce sloužit proletářské politice. V květnu 1966 byl obviněn z členství v „protistranické klice Pcheng-Luo-Lu-Jang“" (dalšími členy byli Pcheng Čen, Luo Žuej-čching a Jang Šang-kchun), všichni čtyři byli zbaveni funkcí a úřadů. Byl také kritizován za svou činnost v pětičlenné skupině pro kulturní revoluci, rozpuštěné v květnu 1966, která podle stoupenců kulturní revoluce nesplnila své úkoly a nadržovala pravici. Byl kritizován na veřejných shromážděních a v květnu 1968 zatčen a uvězněn. Roku 1975 ho ústřední výbor ve zvláštní rezoluci označil za antistranický element a zrádce a vyloučil ze strany.
V červnu 1979 ústřední výbor zrušil své předešlé rozhodnutí o Lu Ting-im a očistil jeho jméno, v červenci 1979 byl zvolen místopředsedou celostátního výboru Čínského lidového politického poradního shromáždění (znovuzvolen 1983, do 1988), v září 1979 byl kooptován do ústředního výboru KS Číny. Na XII. sjezdu KS Číny odešel z ústředního výboru, náhradou byl zvolen do stálého výboru ústřední poradní komise KS Číny (1982–1992).
Zemřel v Pekingu 9. května 1996, několik let po svém odchodu do důchodu. Byl oslavován jako vynikající člen strany a propagátor socialistické kultury.